# Ofiakomorfy

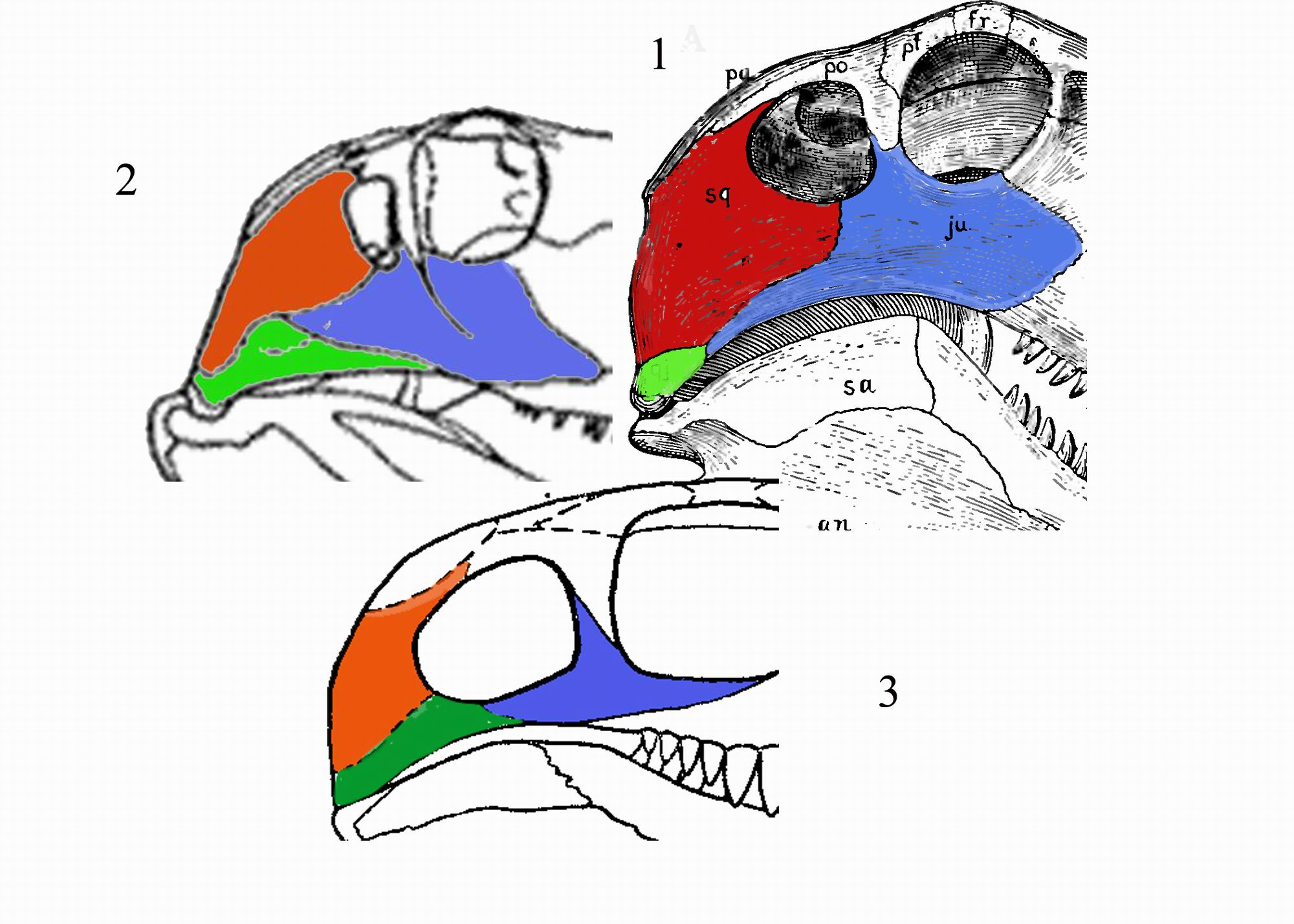
Porównanie czaszek „pelykozaurów”: 1 – Sphenacodontidae, 2 – Ophiacodontidae, 3 – Caseidae. kość kwadratowo-jarzmowa – zielona, skroniowa – czerwona, jarzmowa – niebieska.

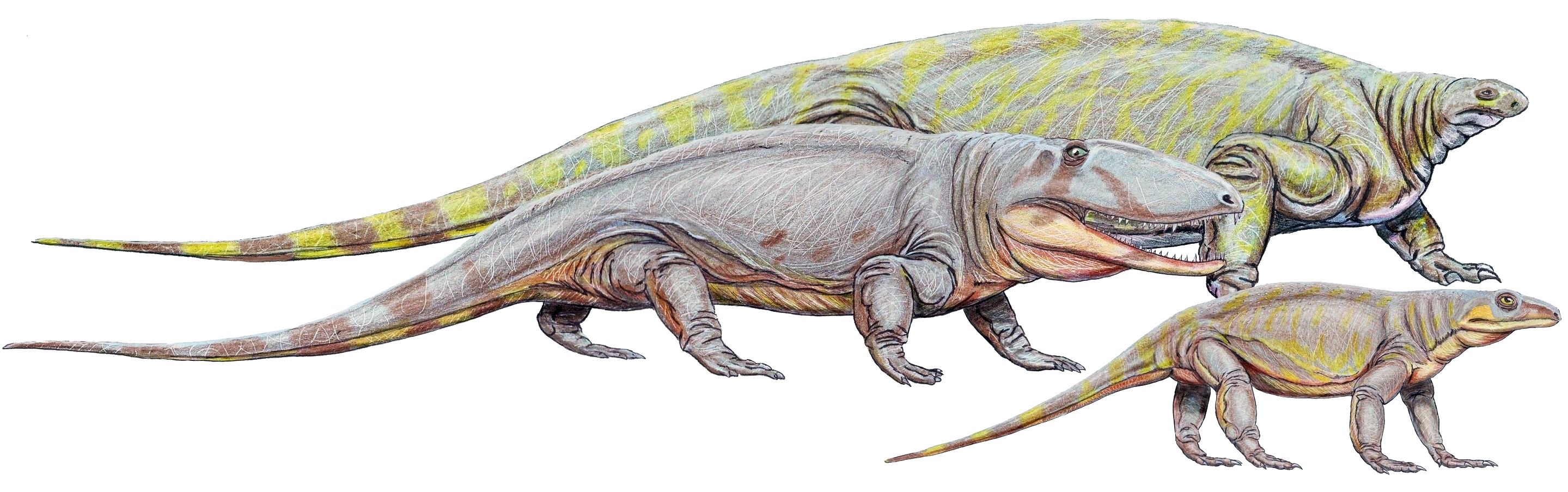
Ofiakomorfy – Cotylorhynchus, Ophiacodon, Varanops

Ofiakomorfy (Ophiacomorpha) – zaproponowana przez M. F. Iwachnienkę podgromada wymarłych gadów, tradycyjnie zaliczanych do pelykozaurów. Charakteryzuje się szczególną strukturą okien (ograniczonych kośćmi kwadratowo-jarzmową, skroniową i jarzmową)
Według Iwachnienki ofiakomorfy obejmują:
- rząd Ophiacodontia
  - nadrodzina Varanopoidea z rodzinami Varanopidae i Watongiidae
  - nadrodzina Ophiacodontoidea z jedenastoma rodzinami
- rząd Caseasauria
  - rodzina Eothyridae
  - rodzina Caseidae

Ofiakomorfy jako osobna grupa nie są powszechnie uznawane i wymagają dalszych badań. Według powszechnych poglądów tak określona grupa byłaby polifiletyczna.